# Lies Greed Misery
"Lies Greed Misery" là một bài hát của ban nhạc rock người Mỹ Linkin Park. Đây là ca khúc thứ 4 trong album phòng thu thứ 5 của họ, Living Things. Nó đã lọt vào Bảng xếp hạng đĩa đơn nhạc Rock của Vương quốc Anh ở vị trí thứ 26, cho dù nó chưa được phát hành dưới dạng đĩa đơn. Bài hát được sáng tác bởi ban nhạc và được sản xuất bởi ca sĩ Mike Shinoda và nhà sản xuất Rick Rubin. "Lies Greed Misery" được sử dụng làm đĩa đơn quảng bá. Nó đã được sử dụng để quảng cáo cho trò chơi Medal of Honor: Warfighter. Tựa gốc của bài hát là "Piledriver" và sau đó là "Breaking Point".

## Biên soạn
"Lies Greed Misery" được cho là "làm nổi bật khả năng của ban nhạc với các thể loại như hip-hop, và có vẻ như đây là mức độ nặng nề nhất có thể cho thể loại này mà ban nhạc có thể chơi."  AltSounds nói rằng bài hát có một "sức hút mãnh liệt mà bạn không thể không bị cuốn vào."  Billboard nói rằng "tiếng bass dày rung lắc dữ dội và tiếng trống được lập trình sẵn mang đến một diện mạo mới táo bạo cho Linkin Park, trong khi tiếng thét của Bennington bị âm tĩnh làm gián đoạn", và họ thậm chí còn liên tưởng đến Skrillex dựa vào nhịp điệu điện tử xuyên suốt bài hát.

## Đón nhận
Loudwire nói rằng "các bài hát như Lies Greed Misery và Victimized được cảm nhận như hấp thụ những viên thuốc đắng", và nhận xét về phần rap của Shinoda là "dập rất mạnh". Rolling Stone nói rằng ban nhạc đã tìm thấy nguồn cảm hứng lớn nhất của mình cho thể loại hip-hop thiên dòng pop trong ca khúc này, nói rằng "Lies Greed Misery" là "một viên ngọc vừa ngọt vừa chua, [...] đảm bảo sẽ khiến bạn nhảy lên. " 

## Nhân sự
- Chester Bennington - ca sĩ
- Mike Shinoda - đàn organ, nhạc rap, guitar đệm
- Brad Delson - guitar chính, sampler
- Dave Farrell - guitar bass, hát bè
- Joe Hahn - bàn xoay, hát bè, sampler
- Rob Bourdon - trống, bộ gõ

## Xếp hạng
| Bảng xếp hạng (2012)                                   | Vị trí cao nhất |
| ------------------------------------------------------ | --------------- |
| Rock Vương quốc Anh (Công ty Bảng xếp hạng Chính thức) | 37              |

## Lịch sử phát hành
| Khu vực  | Ngày                     | Định dạng             | Hãng đĩa                   |
| -------- | ------------------------ | --------------------- | -------------------------- |
| Thế giới | Ngày 24 tháng 5 năm 2012 | Tải xuống kỹ thuật số | Warner Bros. Machine Shop. |